# 浄因寺 (福井市)
浄因寺（じょういんじ）は、福井県福井市下森田本町にある浄土真宗本願寺派の寺院である。

## 歴史
延武、延元の頃に南朝の懐良親王を奉じ、菊池氏とともに西国征伐に当たっていた加藤太夫判官景豊（鎮守府将軍藤原利仁15世の孫）は、延文3年（1358年）に少弐忠資を討ち取ったが、激戦の後に親王の矢表に立って自分も討ち死にした。
その子景宗は越前に住むことになり、浄土真宗を深く信仰していた。その長男（第一世）宗豊（祐宗）は、応永8年（1401年）景宗の長男として森田に生まれて、蓮如の教化を受け弟子となり法名を祐宗といただき、高閣を建て創立した。
その後、第5世祐春のとき、八重巻に九頭龍堂龍門寺という天台宗の古寺があった。住僧宗桂は90歳に近く唯一人住んでいたが、檀家もなく常に浄因寺に参詣していた。
ある時第5世祐春に対し、願わくば自分の死後は我が寺号を貴寺の山号とせられたいということで、山号もなかった浄因寺は龍門山浄因寺と号することとした。

## 本尊
- 阿弥陀如来